# Arteră cervicală profundă
Artera cervicală profundă (profunda cervicalis) este o arteră a gâtului.

## Traseu
Apare, în majoritatea cazurilor, din trunchiul costocervical și este similar cu ramura posterioară a unei artere intercostale aortice: ocazional este o ramură separată de artera subclaviculară.
Trecând înapoi, deasupra celui de-al optulea nerv cervical și între procesul transversal al celei de-a șaptea vertebre cervicale și gâtul primei coaste, acesta are un traseu pe partea din spate a gâtului, între mușchiul semispinal capitis și mușchiul semispinalis cervical, la fel de înalt ca vertebra axei, alimentarea cu acești mușchi adiacenți și anastomozarea cu divizarea profundă a ramurii descendente a occipitalului și cu ramurile vertebrale.
Trimite o ramură spinală care intră în canal prin foramenul intervertebral dintre a șaptea vertebră cervicală și prima vertebră toracică.